# Alejandro Roca (Córdoba)
Alejandro Roca es una localidad del departamento Juárez Celman, en la zona centro-sur de la provincia de Córdoba, Argentina; en las márgenes del río Cuarto, a 305 km de Córdoba capital, a la vera de la RN 8 (norte) y por los caminos a Huanchilla (sur), Los Cisnes (este) y Las Acequias (oeste).
Su actividad económica es principalmente agropecuaria e industrial.

## Toponimia
En 1903 se inaugura la línea ferroviaria Buenos Aires- Rosario, y la estación ubicada en "Paso de las Terneras" fue nombrada Alejandro Roca a pedido del General Julio Argentino Roca, quien deseaba perpetuar el nombre de su hermano mayor fallecido recientemente y quien era propietario de algunas tierras en la región.

## Población
Cuenta con 6067 habitantes (Indec, 2022), lo que representa un incremento del 12,7% frente a los 5298 habitantes (Indec, 2010) del censo anterior.
| Gráfica de evolución demográfica de Alejandro Roca entre 1991 y 2022 |
|                                                                      |
| Fuente: Censos nacionales del INDEC                                  |

## Parroquias de la Iglesia católica en Alejandro Roca
| Diócesis  | Villa de la Concepción del Río Cuarto |
| --------- | ------------------------------------- |
| Parroquia | Nuestra Señora de la Asunción         |